# Physocleora obscura
Physocleora obscura là một loài bướm đêm trong họ Geometridae.